# ألكسيس ماني
ألكسيس ماني (بالفرنسية: Alexis Mané)‏ هو لاعب كرة قدم فرنسي في مركز الوسط، ولد في 30 أبريل 1997 في فرنسا. لعب مع نادي غانغون.

## وصلات خارجية
- ألكسيس ماني على موقع قاعدة بيانات كرة القدم.إي يو (الإنجليزية)
- ألكسيس ماني على موقع Soccerway.com (الإنجليزية)
- ألكسيس ماني على موقع AS.com (الإسبانية)